# Takaudži Ašikaga
Takaudži Ašikaga (japonsky 足利 尊氏, jinými jmény: 又太郎 Matataró, 高氏 Takaudži (původní pravopis))(1305 – 7. června 1358) byl samurajský velitel z období válek Nanbokučó.

## Život
Takaudži Ašikaga se narodil roku 1305. Poprvé se o něm hovoří v souvislosti s rozkazem bakufu, aby v roce 1331 zaútočil na pevnost Kusunokiho Masašigeho v Kasagi. O dva roky později se prohlásil za stoupence císaře a v době, kdy Nitta Jošisada dokončoval zkázu rodu Hódžó v Kamakuře, provedl podobnou operaci v Kjótu, kde zničil sídlo rodu Hódžó v Rokuhaře. Především díky jemu se mohl císař Go-Daigo vrátit do císařského hlavního města a činit si nárok na trůn.
A právě tehdy došlo ke zvratu. Takaudži měl pocit, že nebyl za své služby dostatečně odměněn, a jelikož Ašikagové pocházeli z rodu Minamotů, mohl on jako jediný ze stoupenců Go-Daiga aspirovat na titul šóguna. Příležitost se naskytla, když někteří z přeživších Hódžů znovu obsadili ruiny Kamakury. Takaudži se z vlastního popudu (resp. „v zájmu říše“, jak to zdůvodnil) vydal na východ. Vyhnal odtamtud rod Hódžó a vyčkával v Kamakuře, zda bude odměněn, nebo potrestán. Go-Daigovou odpovědí bylo vyslání armády pod velením Nitty Jošisady, která porazila Takaudžiho předvoj. Avšak Takaudžiho stoupenci nezakolísali, a když se jejich veliteli podařilo seskupit kolem sebe dostatek spojenců, zamířil na Kjóto a donutil Go-Daiga opět uprchnout. Císařská reakce na sebe nenechala dlouho čekat a vbrzku se musel Takaudži pod nátlakem Nitty Jošisady z Kjóta stáhnout a uprchnout z hlavního ostrova Honšú až na nejjižnější ostrov Kjúšú. Následný triumfální návrat Ašikagy Takaudžiho z vojenského vyhnanství na Kjúšú je jedním z nejpozoruhodnějších zvratů štěstěny v japonských dějinách. Jeho jednotky nejprve porazily v bitvě u Tatarahamy Kikučiho Taketošiho. Tímto vítězstvím získal Takaudži dostatečnou podporu a mohl se vrátit na Honšú. K další bitvě došlo u Minatogawy v místech, kde se dnes rozkládá město Kóbe. Proslula díky loajalitě Kusunokiho Masašigeho vůči císaři. Kusunoki dával totiž přednost stažení vojáků do hor a vedení partyzánské války, kdežto císař Go-Daigo se chtěl Ašikagovi postavit čelem. Kusunokiho nakonec přinutil jeho smysl pro povinnost souhlasit, přestože věděl, že situace je beznadějná. Ašikaga Takaudži se plavil podél pobřeží Vnitřního moře a jeho bratr Ašikaga Tadajoši, jehož předvoji velel Šóni Jorihisa, táhl po pevnině. Přidala se k nim velká námořní posila ze Šikoku pod velením Hosokawy, který se pokusil přistát, ale byl odražen a přinucen spustit kotvy o něco dále na pobřeží. Když bitva začala, byl Nitta Jošisada napaden oddíly rodu Šóni a donucen k ústupu, takže Kusunoki Masašige zůstal v nebezpečí osamocen. Když byl pak rychle obklíčen, spáchal sebevraždu a jeho armáda se zhroutila. Ašikaga Takaudži znovu vstoupil do Kjóta a prohlásil, že císař Go-Daigo svůj trůn prohrál. Na jeho místo dosadil vlastního kandidáta. Tím začal rozkol mezi severním císařem dosazeným Ašikagou a vyhnaným jižním císařem. V roce 1338 ustanovil severní císař Kómjó Ašikagu Takaudžiho šógunem. Jeho potomci, dynastie Ašikaga, byli u moci dvě stě let.

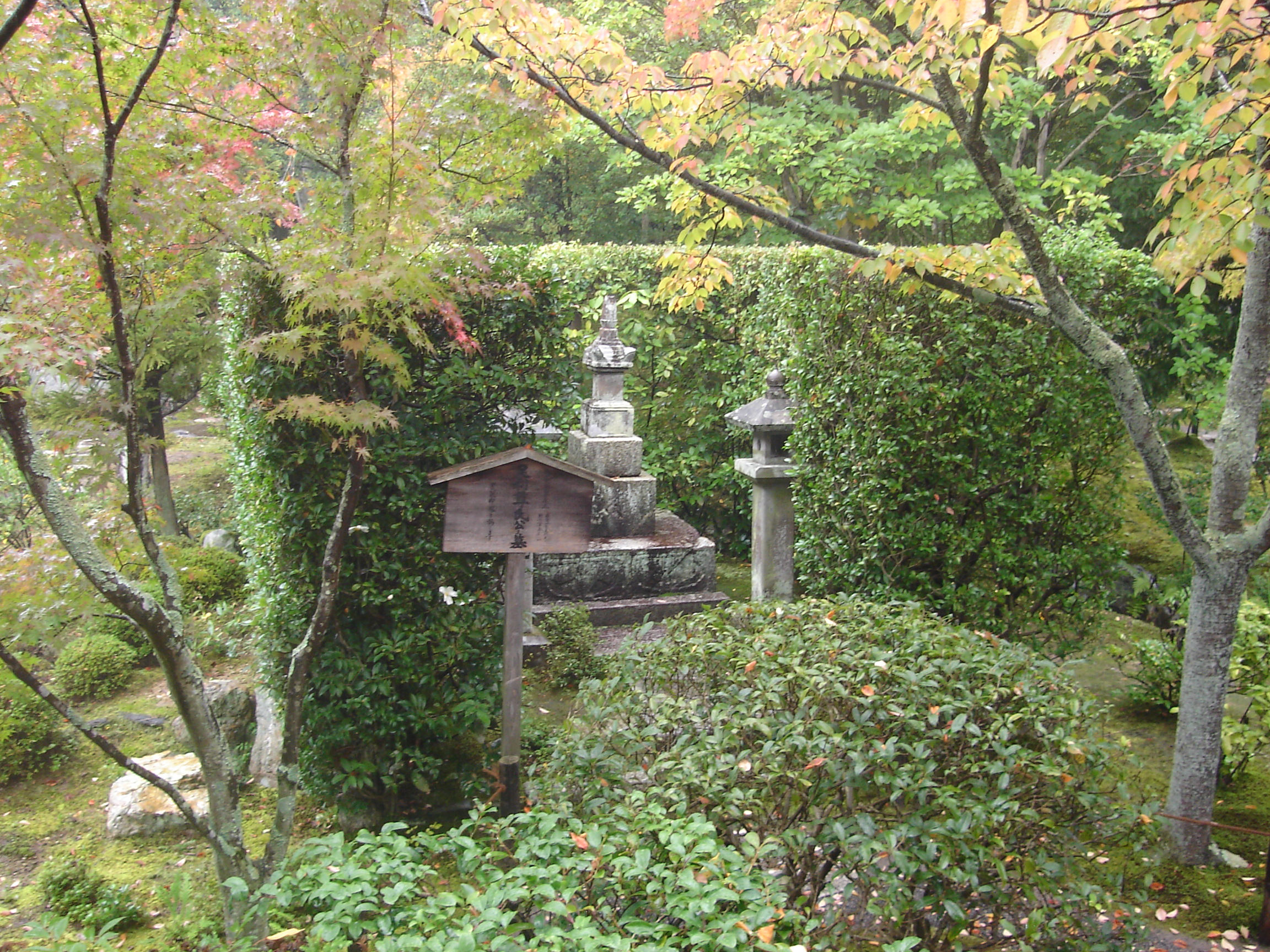
Hrob Ašikagy Takaudžiho v Kjótu

Takaudži tedy dosáhl pozoruhodných úspěchů. Na úkor rodu Hódžó dobyl Kjóto a navzdory Nittovu slavnému vítězství si nakonec zajistil i Kamakuru.
Jeho triumfální vítězství u Minatogawy bylo mistrovskou ukázkou taktiky, navíc se stal zakladatelem dynastie, která přetrvala až do nástupu Tokugawů. Byl vynikajícím vůdcem a velitelem, a když v roce 1358 umíral, byl považován za nejvýznamnějšího ze samurajských velitelů, kteří zasáhli do válek mezi Jižním a Severním císařským dvorem.